# آندریاس مت
آندریاس مت (انگلیسی: Andreas Matt؛ زادهٔ ۱۹ اکتبر ۱۹۸۲) اسکی‌باز نمایشی اهل اتریش است.